# Journal of the ACM
El Journal of the ACM (en español: «Diario de la ACM») (JACM) es la revista insignia de científicos de la Association for Computing Machinery (ACM). Es revisada por pares y cubre la informática en general, especialmente en los aspectos teóricos. Su editor en jefe actual es Víctor Vianu, de la Universidad de California en San Diego.
La revista se publica desde 1954. Según Lowry, Romans & Curtis (2004) los «científicos de computación de todo el mundo tienen al Journal of the ACM (JACM) en alta estima».